# Scheiner (cráter)

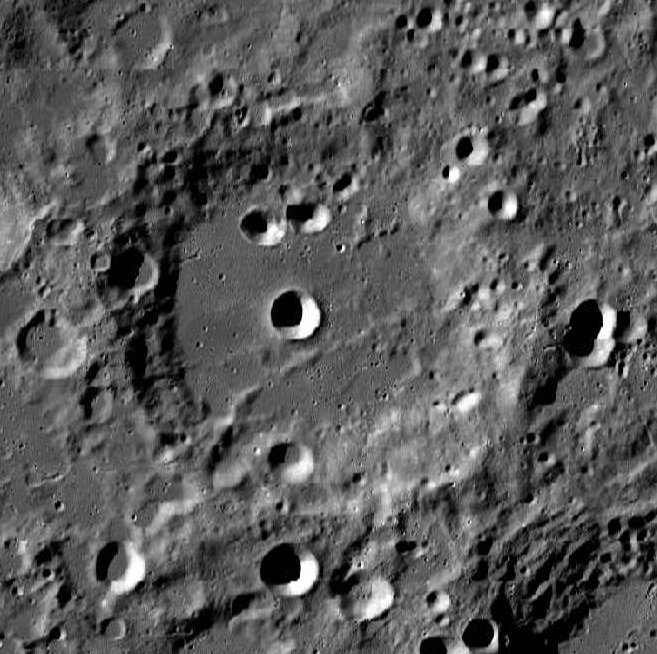
Imagen de Scheiner (misión Lunar Reconnaissance Orbiter)

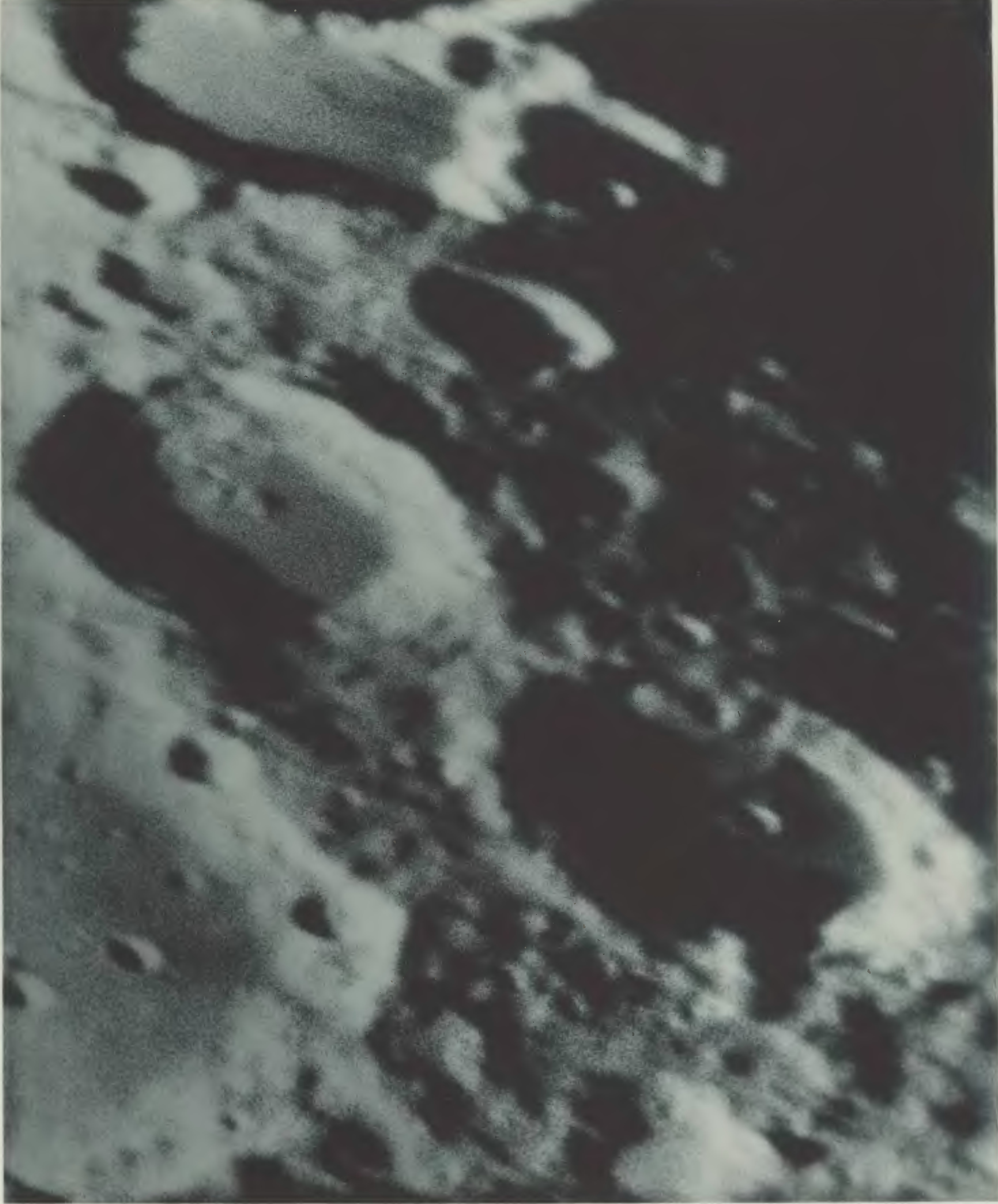
Scheiner. Imagen del Weinek Mond-Atlas

Scheiner es un cráter de impacto lunar que se encuentra al oeste de la enorme planicie amurallada del cráter Clavius. Al sureste, cerca del borde de Clavius, se halla el cráter Blancanus.
|  |

El borde de Scheiner está desgastado, erosionado y marcado por múltiples impactos. Aparece muy deteriorado en la parte norte, donde un grupo de cráteres cubre la entrada a un valle bajo orientado hacia el norte. El suelo del cráter contiene varios cráteres, incluyendo a Scheiner A que se localiza cerca del punto medio. También posee una cresta baja cruzando la parte este de la planta.

## Cráteres satélite
Por convención estos elementos son identificados en los mapas lunares poniendo la letra en el lado del punto medio del cráter que está más cercano a Scheiner.
|          | \| Scheiner \| Coordenadas \| Diámetro \| \| -------- \| ------------------------------ \| -------- \| \| A \| 60°24′S 28°12′O / -60.4, -28.2 \| 12 km \| \| B \| 59°30′S 33°18′O / -59.5, -33.3 \| 29 km \| \| C \| 60°00′S 30°42′O / -60.0, -30.7 \| 13 km \| \| D \| 60°42′S 32°06′O / -60.7, -32.1 \| 17 km \| \| E \| 63°24′S 29°18′O / -63.4, -29.3 \| 24 km \| \| F \| 56°42′S 25°00′O / -56.7, -25.0 \| 6 km \| \| G \| 62°30′S 28°12′O / -62.5, -28.2 \| 14 km \| \| H \| 56°12′S 27°12′O / -56.2, -27.2 \| 9 km \| \| J \| 59°30′S 28°24′O / -59.5, -28.4 \| 12 km \| \| K \| 58°00′S 25°54′O / -58.0, -25.9 \| 7 km \| \| L \| 65°48′S 35°06′O / -65.8, -35.1 \| 9 km \| \| M \| 65°48′S 33°24′O / -65.8, -33.4 \| 10 km \| \| P \| 62°36′S 31°00′O / -62.6, -31.0 \| 11 km \| \| Q \| 58°42′S 29°24′O / -58.7, -29.4 \| 8 km \| \| R \| 58°00′S 24°12′O / -58.0, -24.2 \| 8 km \| \| S \| 58°24′S 25°18′O / -58.4, -25.3 \| 7 km \| \| T \| 60°54′S 34°48′O / -60.9, -34.8 \| 12 km \| \| U \| 60°54′S 36°00′O / -60.9, -36.0 \| 7 km \| \| V \| 60°36′S 36°42′O / -60.6, -36.7 \| 5 km \| \| W \| 60°18′S 37°30′O / -60.3, -37.5 \| 6 km \| \| X \| 59°36′S 24°48′O / -59.6, -24.8 \| 7 km \| \| Y \| 59°06′S 25°12′O / -59.1, -25.2 \| 9 km \| |          |
| Scheiner | Coordenadas | Diámetro |
| A        | 60°24′S 28°12′O / -60.4, -28.2 | 12 km    |
| B        | 59°30′S 33°18′O / -59.5, -33.3 | 29 km    |
| C        | 60°00′S 30°42′O / -60.0, -30.7 | 13 km    |
| D        | 60°42′S 32°06′O / -60.7, -32.1 | 17 km    |
| E        | 63°24′S 29°18′O / -63.4, -29.3 | 24 km    |
| F        | 56°42′S 25°00′O / -56.7, -25.0 | 6 km     |
| G        | 62°30′S 28°12′O / -62.5, -28.2 | 14 km    |
| H        | 56°12′S 27°12′O / -56.2, -27.2 | 9 km     |
| J        | 59°30′S 28°24′O / -59.5, -28.4 | 12 km    |
| K        | 58°00′S 25°54′O / -58.0, -25.9 | 7 km     |
| L        | 65°48′S 35°06′O / -65.8, -35.1 | 9 km     |
| M        | 65°48′S 33°24′O / -65.8, -33.4 | 10 km    |
| P        | 62°36′S 31°00′O / -62.6, -31.0 | 11 km    |
| Q        | 58°42′S 29°24′O / -58.7, -29.4 | 8 km     |
| R        | 58°00′S 24°12′O / -58.0, -24.2 | 8 km     |
| S        | 58°24′S 25°18′O / -58.4, -25.3 | 7 km     |
| T        | 60°54′S 34°48′O / -60.9, -34.8 | 12 km    |
| U        | 60°54′S 36°00′O / -60.9, -36.0 | 7 km     |
| V        | 60°36′S 36°42′O / -60.6, -36.7 | 5 km     |
| W        | 60°18′S 37°30′O / -60.3, -37.5 | 6 km     |
| X        | 59°36′S 24°48′O / -59.6, -24.8 | 7 km     |
| Y        | 59°06′S 25°12′O / -59.1, -25.2 | 9 km     |